# Distretto di Namatanai
Il distretto di Namatanai, in inglese Namatanai District, è un distretto della Papua Nuova Guinea appartenente alla Provincia della Nuova Irlanda. Ha una superficie di 6.574 km² e 77.000 abitanti (stima nel 2000)